# M/V Stella Nova
M/V Stella Nova är en räddnings- och ambulansbåt i Landskrona.
M/V Stella Nova byggdes av  Oy Kewatec Aluboat Ab i Karleby i Finland för Landskrona räddningstjänst och sattes i tjänst i slutet av 2018.
Stella Nova, som är 13,7 meter lång, ersatte den tidigare mindre ambulansbåten Svärdet, som kom i tjänst i Landskrona omkring 1999.